# Caproni Ca.104
Il Caproni Ca.104 era un era un aereo acrobatico costruito dall'azienda aeronautica italiana Aeronautica Caproni negli anni trenta.
Differiva dal Caproni Ca.100 per avere un'apertura alare maggiore e un motore più potente.